# Rodeo

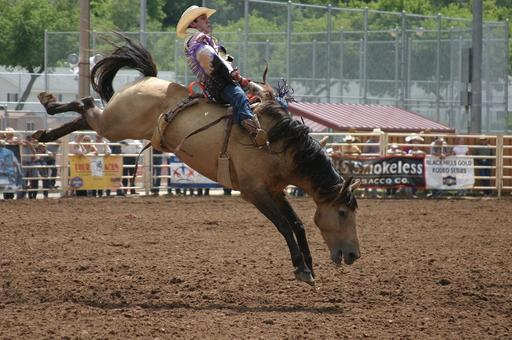
Rodeo la festivalul "The Days of '76" din Deadwood, statul american Dakota de Sud.

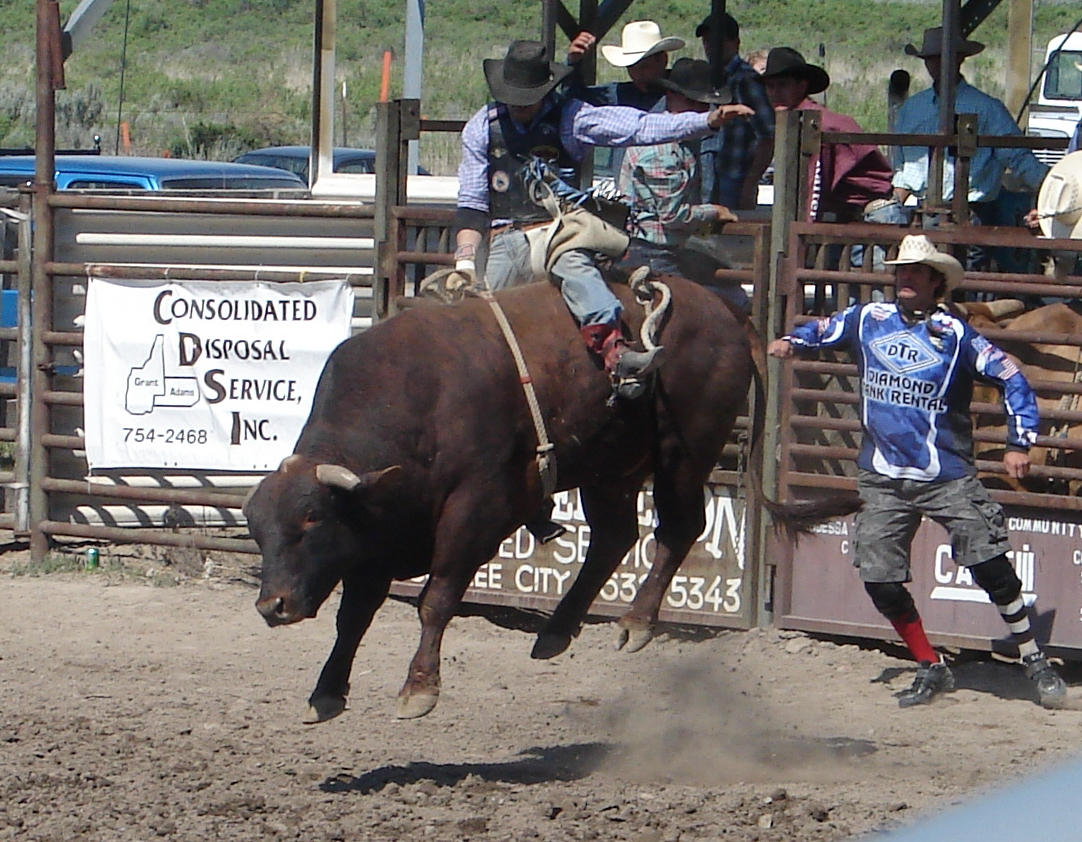
Rodeo-ul "Last Stand" din orașul Coulee, unde taurii sunt călăriți.

Rodeo este un sport ecvestru originar din SUA, în care un călăreț (cowboy) trebuie să încalece și să călărească fără șa, minimum opt secunde, un cal sau un taur nedomesticit, de care se ține cu o singură mână. Este un sport ecvestru extrem de periculos și a fost numit sportul celor mai periculoase opt secunde. 